# 津霸铁路
津霸铁路是京九铁路上霸州至天津的联络线，位于天津市和河北省境内，用以连接京九铁路至天津市。
铁路自北仓站向西南引出，沿永定河故道西南行，向西抵达京九线上的霸州站，总长约87公里，建于1994年至1996年间，为国家I级双线铁路。
沿途设有南仓站、北仓站、郎园站、双口站、汊沽港站、淘河站、里澜城站和永清站8个车站。目前已完成电气化，淘河站和朗园站现已拆除。2015年12月28日，津保铁路开通，霸州站至津保铁路霸州西站的联络线在客运运价里程表中计入津霸铁路。